# Бренцикофен
Бренцикофен (нем. Brenzikofen) — коммуна в Швейцарии, в кантоне Берн.
Входит в состав округа Конольфинген. Население составляет 520 человек (на 31 декабря 2006 года). Официальный код — 0606.